# 검은두견이
검은두견이는 두견과의 조류이다. 몸색깔은 청색 광택이 있는 검은색이다. 부리는 검은색이고 다리는 어두운 회색이다.